# Pseudopallene watsonae
Pseudopallene watsonae là một loài nhện biển trong họ Callipallenidae. Loài này thuộc chi Pseudopallene. Pseudopallene watsonae được miêu tả khoa học năm 2004 bởi Staples.